# Jean-Hubert Debrousse
Pour les articles homonymes, voir Debrousse.
Ne doit pas être confondu avec François-Hubert Débrousse.
Jean Desbrousse, dit Hubert Débrousse ou Jean-Hubert Debrousse, né le 26 juillet 1844 à La Teste-de-Buch et mort le 4 novembre 1899 à La Chapelle-Rablais, est un homme d'affaires, directeur de journal, homme politique, collectionneur d'art et philanthrope français.

## Biographie

### Famille et jeunesse
Jean Debrousse est le fils de Marie-Félicie Dessans (d) (1826-1913) et de François-Hubert Débrousse (1817-1878). Ce dernier, ancien tailleur de pierre devenu ingénieur civil, fait fortune sous le Second Empire en tant qu'entrepreneur de travaux publics.
Prénommé « Hubert » par ses parents et amis, Jean a une demi-sœur, Marie-Catherine Debrousse (d) (1841-1883), fille de François-Hubert Debrousse et de sa première épouse Catherine Dessans, une sœur de Marie-Félicie morte en 1841. Marie-Catherine épouse en 1861 le baron Charles-Arthur Alquier.
Longtemps inscrit au collège Saint-Louis puis placé deux ans en pension, Jean est un élève paresseux. Jeune homme dépensier, il s'endette et presse en vain son père de l'associer à ses affaires. En juin 1864, alors qu'il est encore mineur, il entame une liaison avec une demi-mondaine, Marie-Héloïse-Françoise Court, née Berthier, dite Charlotte Berthier, qui parvient à lui soutirer des cadeaux luxueux ainsi que d'importantes sommes d'argent. Le père réagit en faisant imposer à son fils un conseil judiciaire puis en portant plainte contre Charlotte Berthier. L'affaire est portée devant le tribunal correctionnel, qui condamne la demi-mondaine le 22 novembre 1865, en application de l'article 406 du Code pénal punissant « quiconque aura abusé des besoins, des faiblesses ou des passions d'un mineur, pour lui faire souscrire, à son préjudice, des obligations, quittances ou décharges, pour prêt d'argent ou de choses mobilières ». Henri Rochefort s'amuse de ce scandale dans Le Figaro.
En 1870, Jean Hubert-Debrousse entre au conseil d'administration de la Compagnie des chemins de fer de Picardie et des Flandres (qu'il présidera en 1878), aux côtés de son beau-frère, le baron Alquier, et d'Ernest Baroche. Quatre ans plus tard, il côtoie son père au sein du conseil d'administration de la Compagnie franco-algérienne.
Pendant la guerre franco-allemande de 1870, Jean s'engage dans l'escadron des éclaireurs à cheval de la Seine commandé par Léon Franchetti.

### Directeur politique deLa Presse
En avril 1875, son père lui cède la direction politique de La Presse, dont il a fait l'acquisition un peu plus de deux ans auparavant. En rupture avec le monarchisme jusqu'alors affiché par ce journal, Jean-Hubert Debrousse adopte une ligne éditoriale ouvertement républicaine. Outre le programme publié dans l'édition du 4 avril, ce revirement se manifeste par le remplacement de Marius Topin par l'ancien préfet républicain Justin Massicault au poste de rédacteur en chef.
Dès les jours suivants, Debrousse polémique âprement avec Albert Wolff, du Figaro, qui le traite d'« amateur à qui papa a acheté un journal pour le distraire comme d'autres pères achètent à leur enfant un toutou mécanique ». Le conflit avec Le Figaro est ravivé quelques mois plus tard, La Presse du 1er juillet contenant une anecdote sur Cham qu'elle a repris au Figaro du 28 juin sans en créditer le journal d'Hippolyte de Villemessant. La polémique, très violente, entraîne un duel entre Jules Rosati (d), secrétaire de la rédaction de La Presse, et Antonin Périvier, du Figaro, ainsi qu'un échange de lettres ouvertes entre Debrousse et Villemessant, qui décide de rappeler à ses lecteurs les détails du procès de Charlotte Berthier.
Le 27 septembre 1875, Massicault abandonne la rédaction en chef de La Presse « par suite de non-entente avec M. J. Débrousse ». Henri Brisson quitte également la rédaction. Ces départs, suivis du retour de Topin au poste de rédacteur en chef, seraient dû à un différend politique, Massicault étant trop anticlérical et « socialiste » aux yeux de Debrousse. Après ce recentrage, La Presse et son directeur politique réaffirment leur républicanisme, dans la ligne du Centre gauche, et leur opposition au gouvernement Buffet.
Devenu propriétaire de La Presse après la mort de son père, Debrousse revend le quotidien dès l'été 1879 au financier belge Simon Philippart.

### Activités politiques

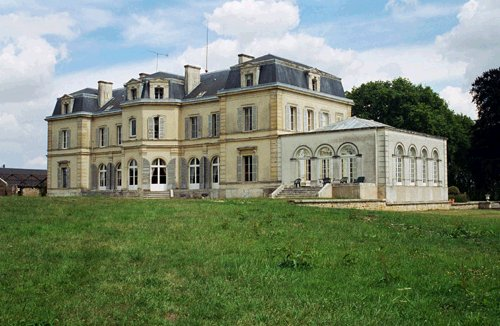
Le château des Moyeux, à La Chapelle-Rablais.

Encouragé par Antoine-Léonce Guyot-Montpayroux et soutenu par Horace de Choiseul-Praslin et Amable Ricard, Jean-Hubert Debrousse se porte candidat dans l'arrondissement de Provins à l'occasion des élections législatives de 1876. Il affiche une profession de foi modérée et une étiquette de centre gauche. Le député sortant est Othenin d'Haussonville, un orléaniste qui a accepté le régime républicain en votant l'amendement Wallon mais qui reste considéré comme un homme de l'Ordre moral. Au premier tour, Debrousse obtient 12,7% des suffrages, devant le candidat bonapartiste, le général Louis-Gaspard-Gustave-Adolphe Yvelin de Béville (en) (12 %), mais loin derrière d'Haussonville (31,7 %) et le conseiller général républicain Louis-Edmond Sallard (43 %). Fidèle à la discipline républicaine, Debrousse se désiste en faveur de Sallard, qui est ainsi élu au second tour. 
Pendant la campagne, Debrousse a été vivement attaqué par un journal soutenant d'Haussonville, Le Nouvelliste de Seine-et-Marne, dirigé par Pierre-Alexandre Lebrun, qui n'a pas hésité à exhumer les déboires rencontrés en 1865 par le jeune Debrousse. Le directeur de La Presse ayant porté plainte pour diffamation, Lebrun est condamné quelques mois plus tard.
Le 8 octobre 1876, Debrousse est élu maire de La Chapelle-Rablais, où se trouve son château des Moyeux.
En vue des élections législatives de 1877, un groupe d'électeurs de l'arrondissement de Provins demande à Debrousse de poser à nouveau sa candidature. Considérant que les 363 députés républicains sortants doivent être confortés et donc réélus, le directeur de La Presse décline l'offre et laisse ainsi le champ libre à Sallard. Debrousse et son père participent au financement de la campagne électorale républicaine en versant 50 000 francs au Comité des gauches.

### Distinctions
Chevalier de la Légion d'honneur depuis le 7 février 1878, Debrousse est nommé officier de l'Étoile de Roumanie quelques mois plus tard.
Il est également nommé commandeur de la Couronne d'Italie en 1886.

### Collection
Amateur d'art, Debrousse collectionnait notamment les œuvres des peintres Ferdinand Roybet, Eugène Boudin, Paul-Désiré Trouillebert, François Martin-Kavel (en) et Euphémie Muraton, avec une prédilection particulière pour Théodule Ribot. Il possédait en effet plus d'une quarantaine de toiles et aquarelles de ce maître, dont il était le mécène.
Debrousse était également le propriétaire de tableaux de Manet (Le Buveur d'eau, 1864, et L'Artiste, 1875), de Daumier (À l'Audience, vers 1860, et Les Confrères, vers 1856) et de plusieurs Courbet, dont une version de La Belle irlandaise, ainsi que la toile Proudhon dans son jardin, acquise en 1877.

Quelques œuvres de la collection Debrousse
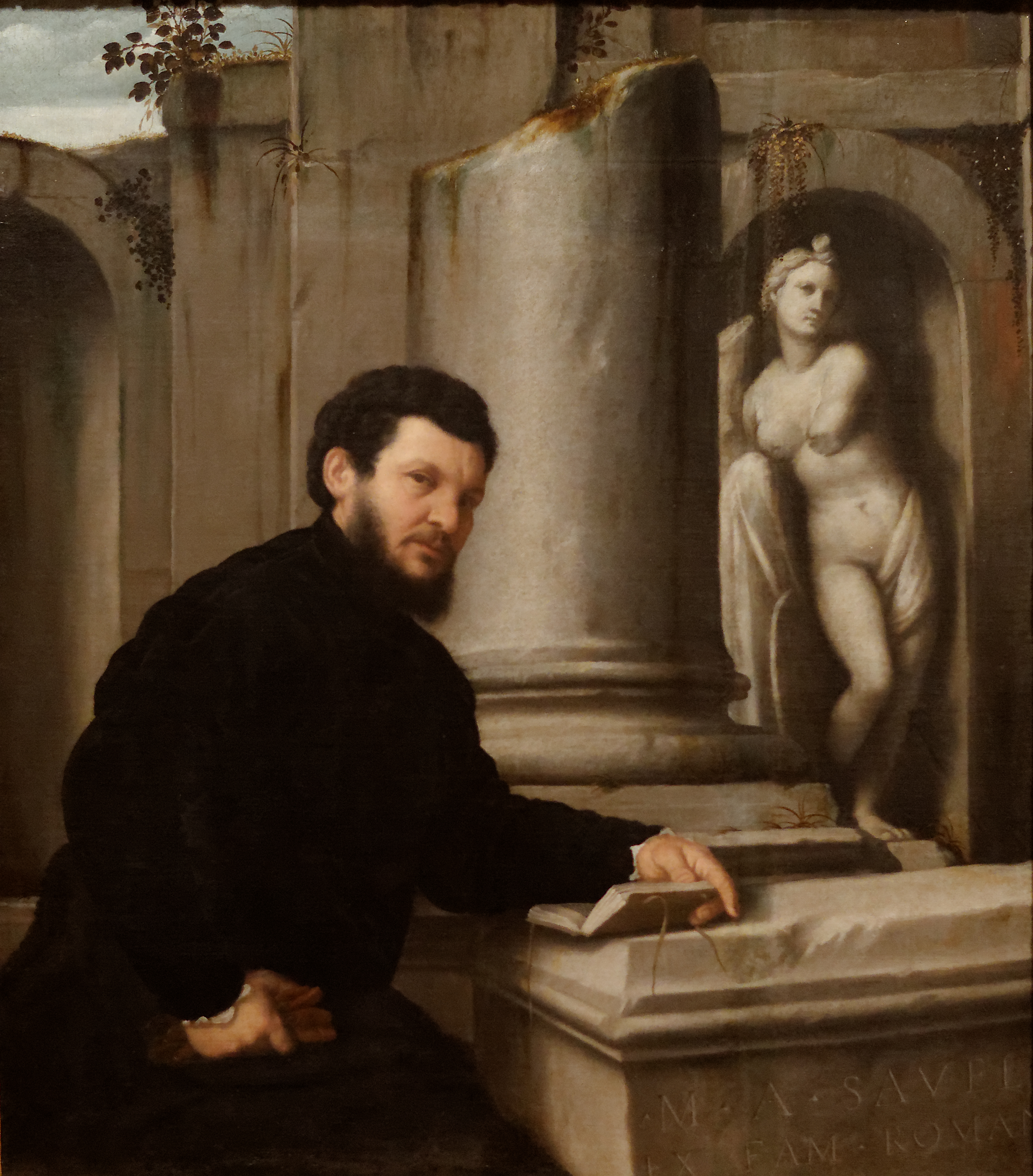
Moroni, Portrait de Marco Antonio Savelli, vers 1544, Lisbonne, Musée Calouste-Gulbenkian.
Goya, Jeune femme à la mantille, vers 1800-1805, Washington, National Gallery of Art.
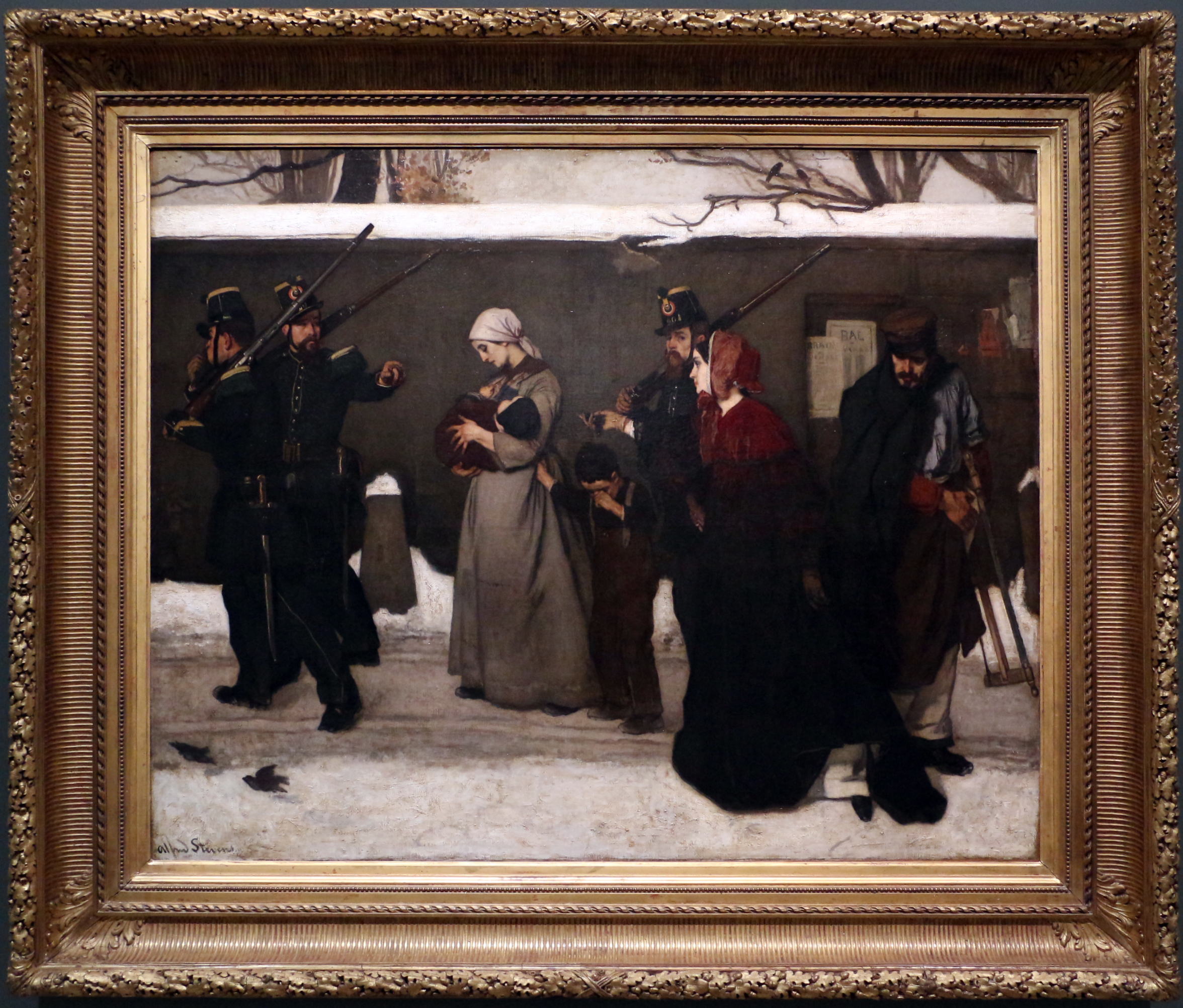
Stevens, Ce que l'on appelle le vagabondage, 1854, Paris, Musée d'Orsay.
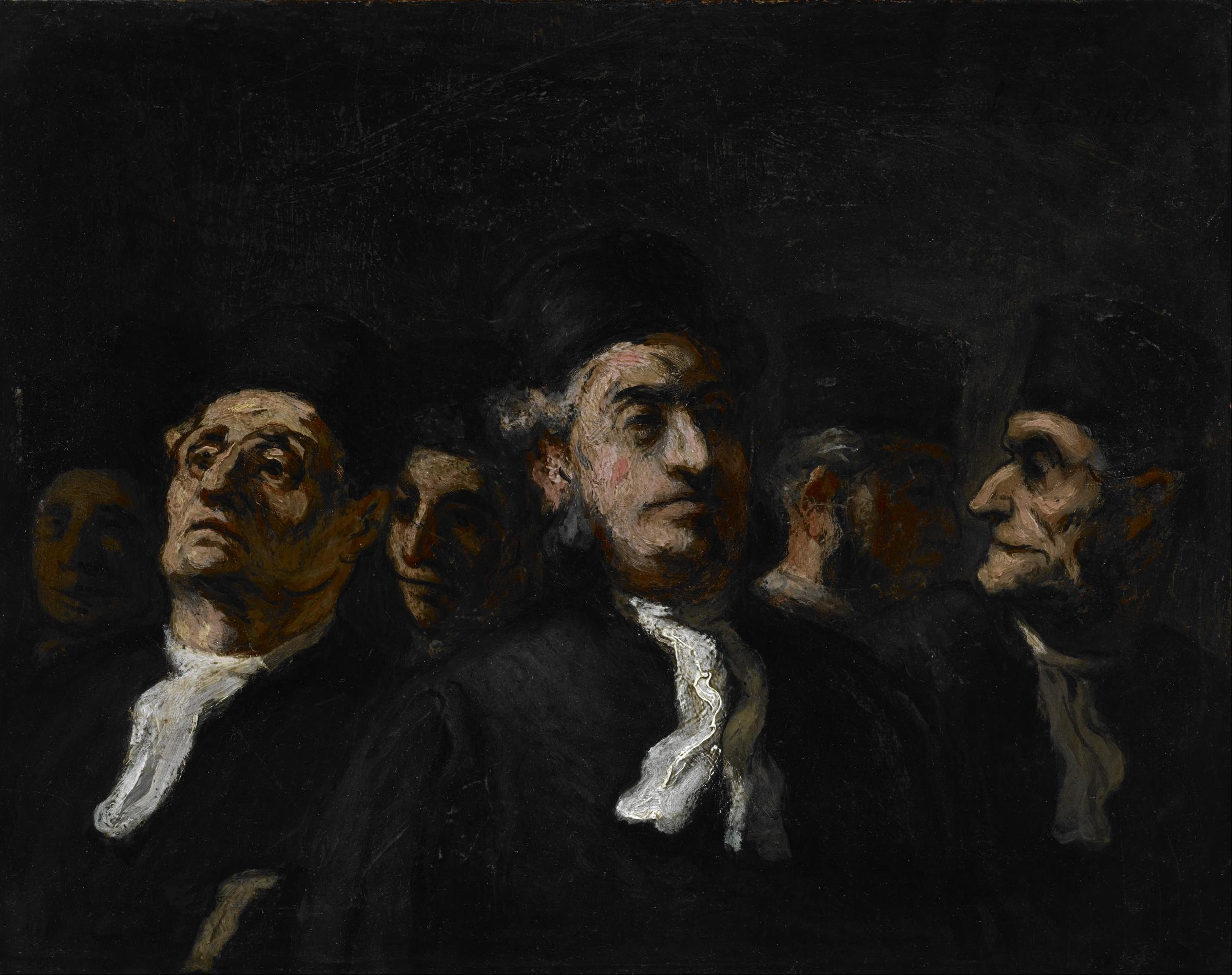
Daumier, À l'Audience, vers 1860, Musée des Beaux-Arts de Houston.
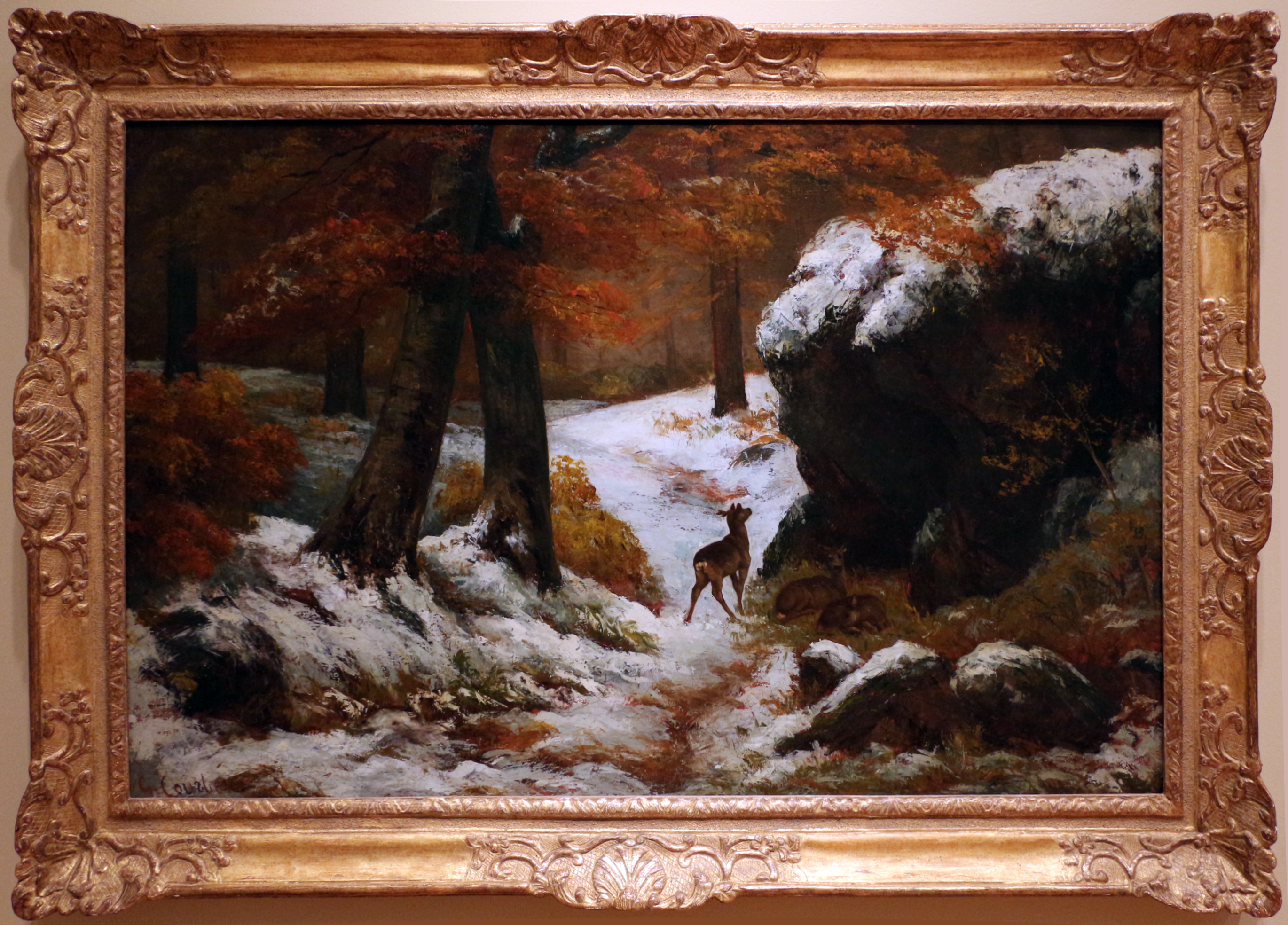
Courbet, La Forêt, l'hiver, 1860, Cincinnati Art Museum.
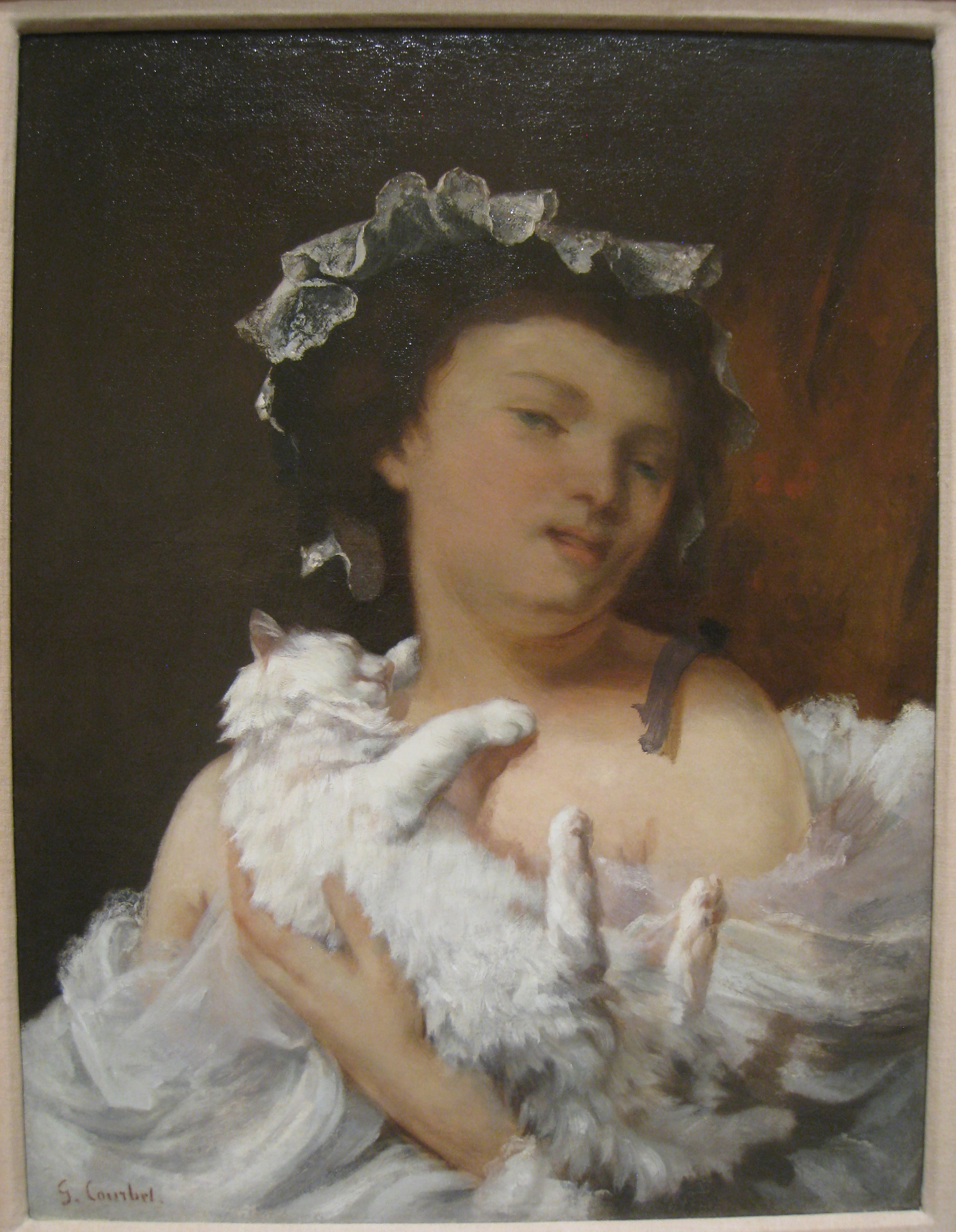
Courbet, La Jeune femme au chat blanc, 1864, Worcester Art Museum.
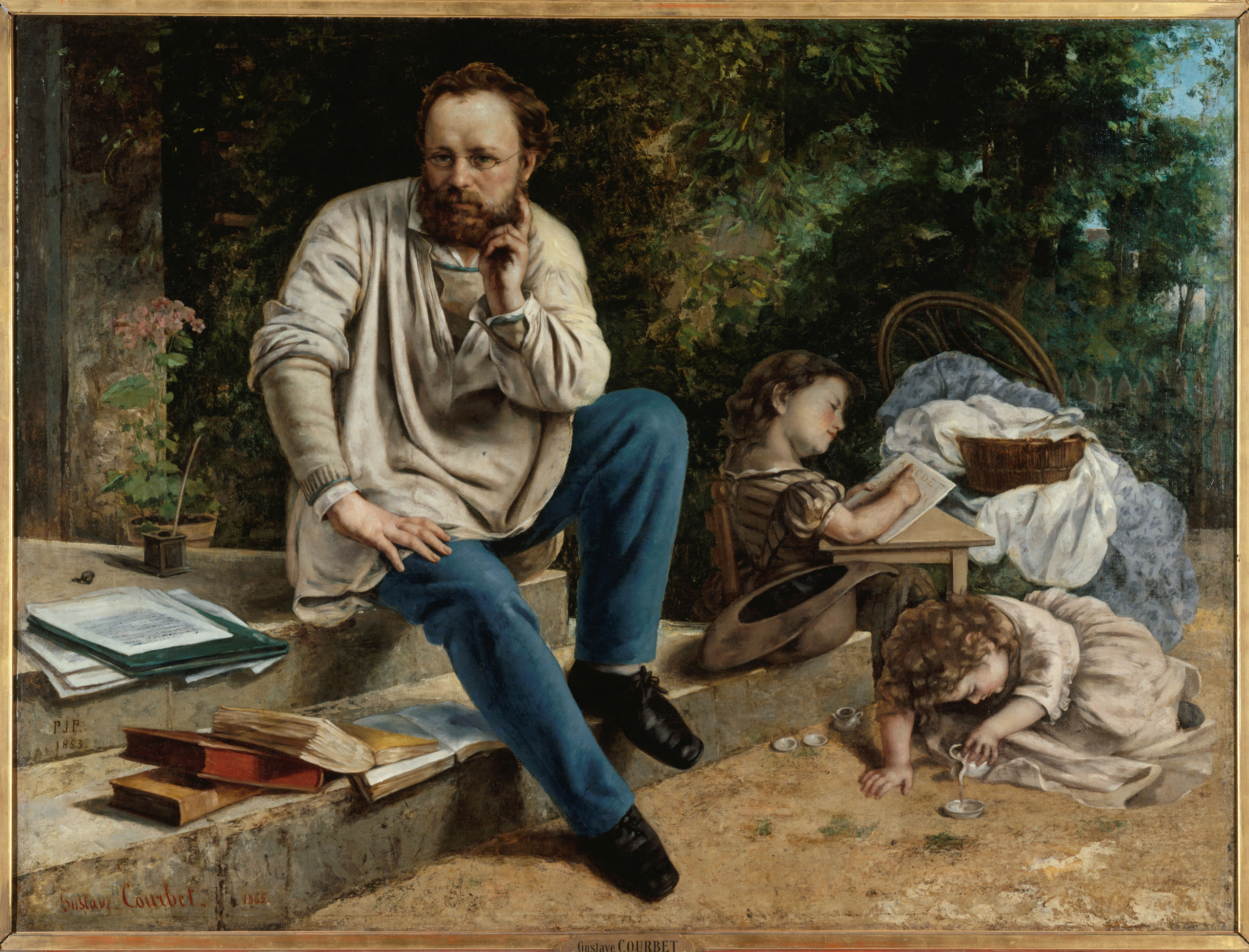
Courbet, Proudhon et ses enfants, 1865, Paris, Petit Palais.
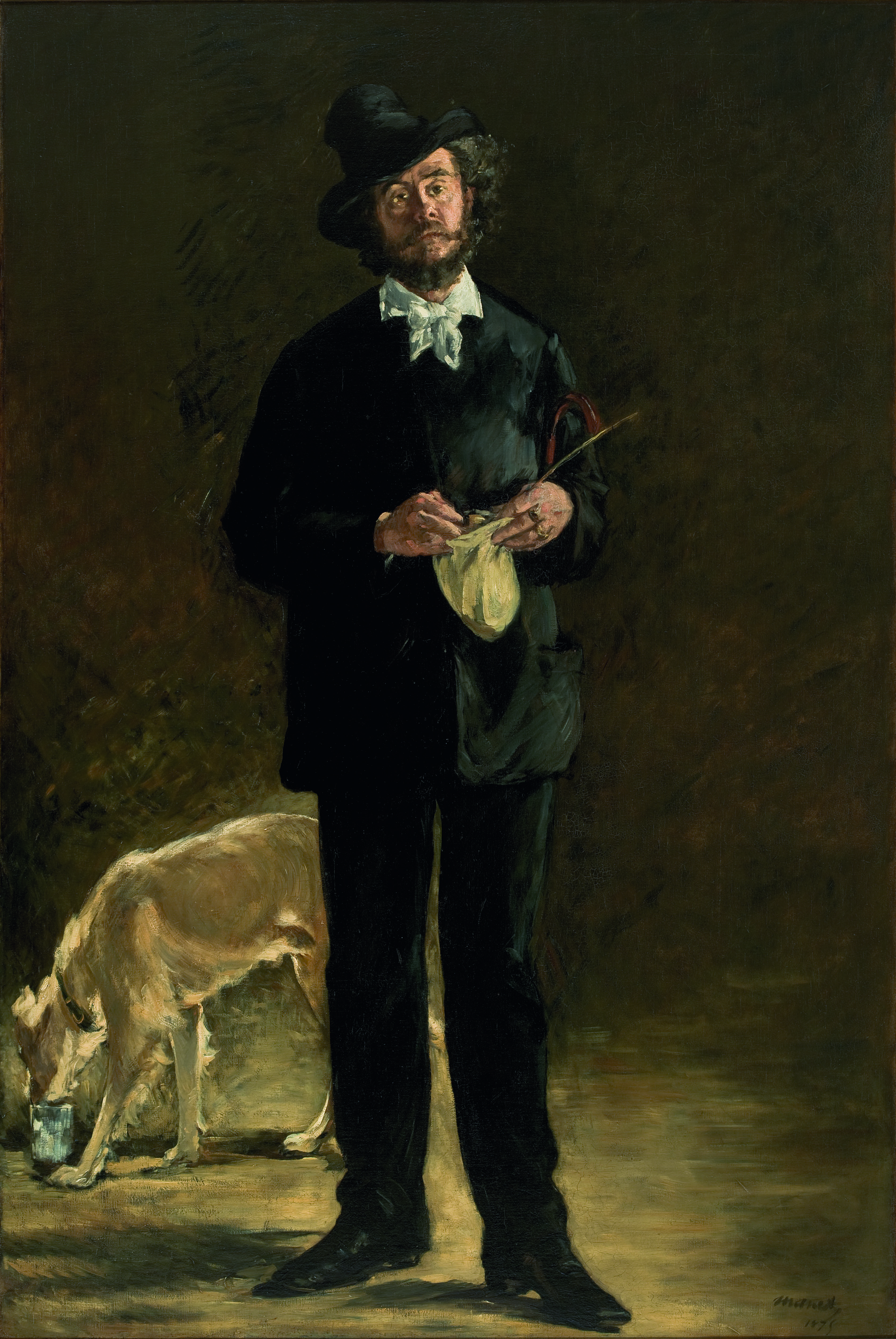
Manet, L'Artiste (Marcellin Desboutin), 1875, Musée d'art de São Paulo.
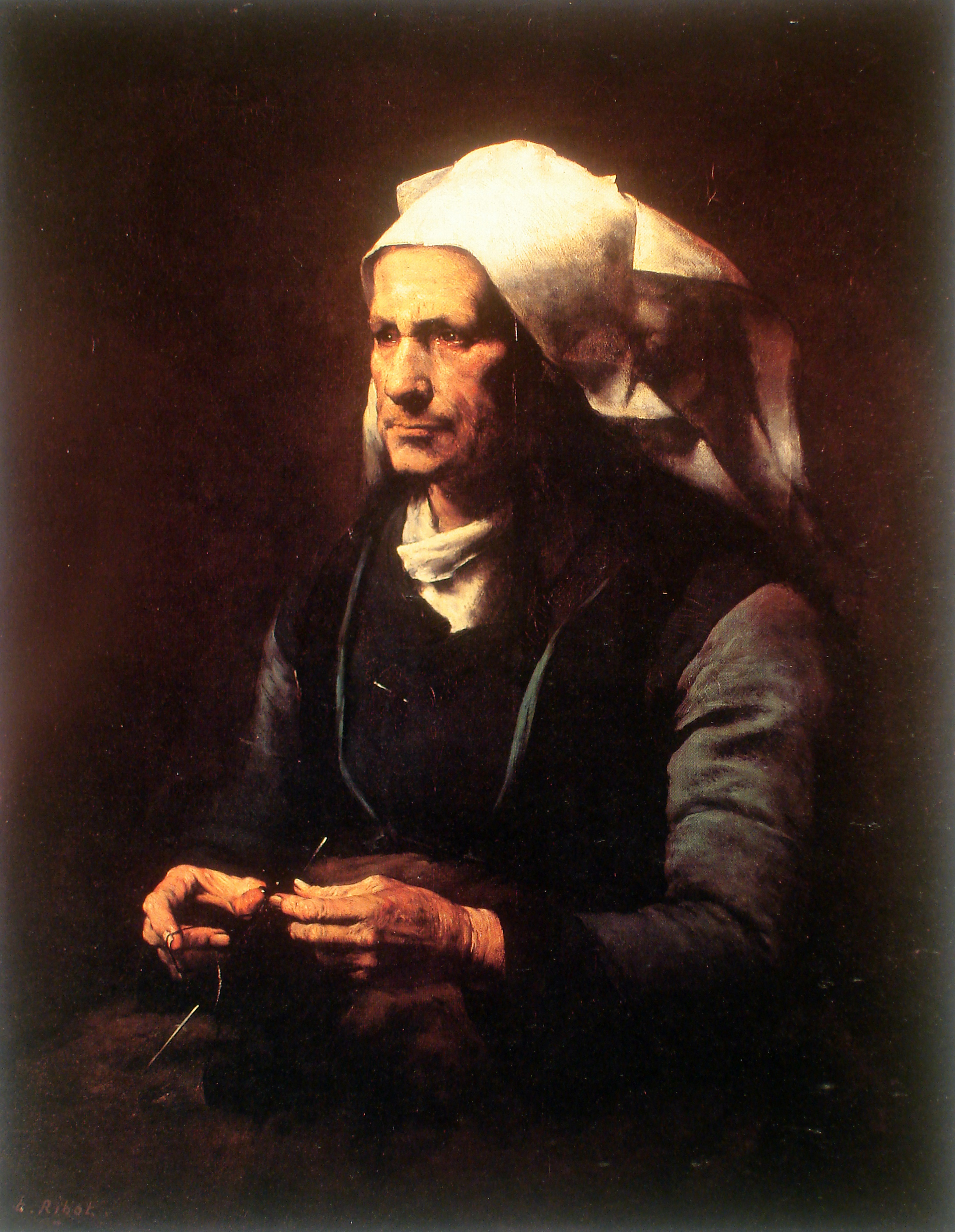
Ribot, La Tricoteuse bretonne, Buenos Aires, Musée national des Beaux-Arts.
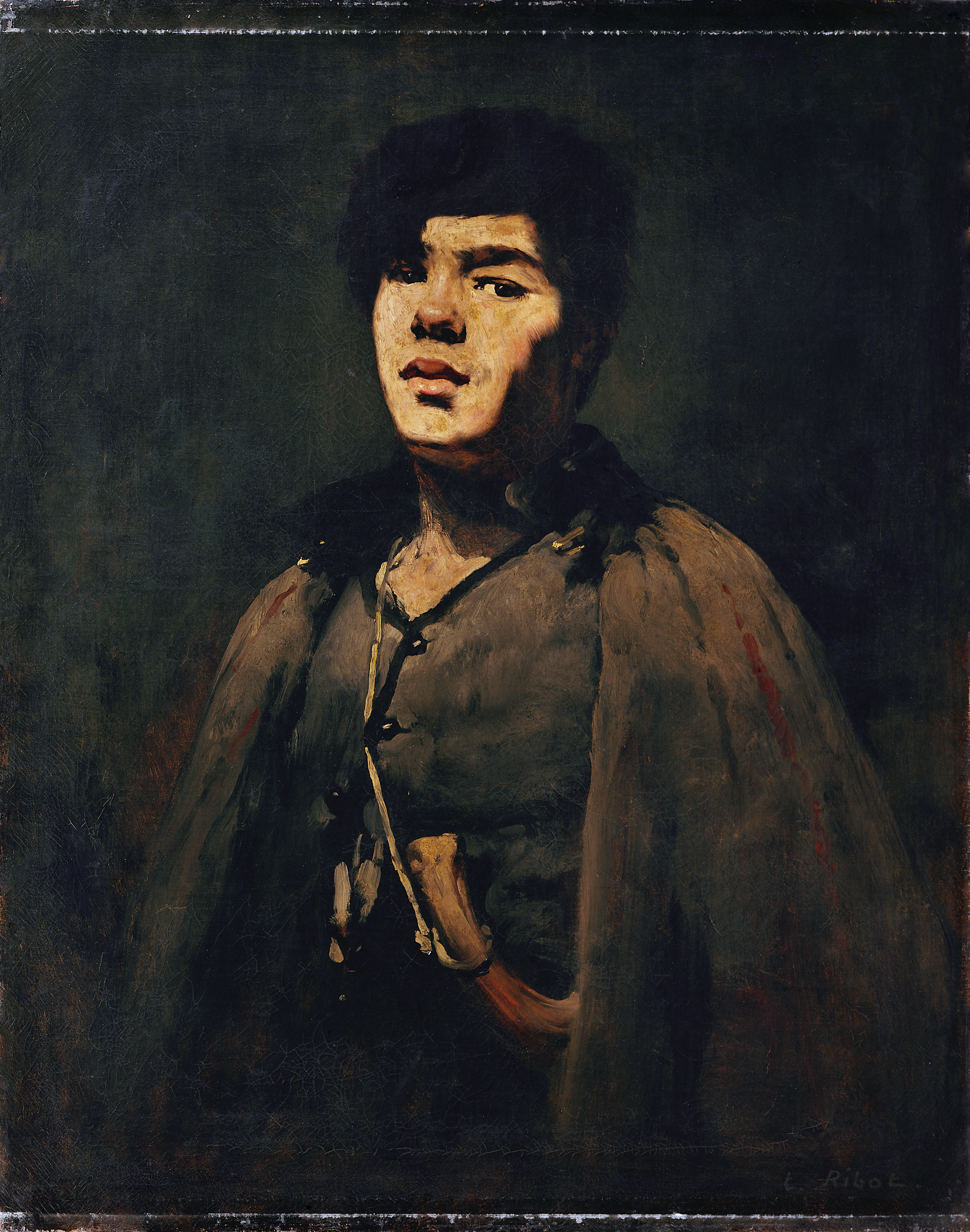
Ribot, Le Berger, vers 1880, Vienne, Österreichische Galerie Belvedere.

### Mort et legs
Président du conseil d'administration de la Société des mines de Malfidano, fondée par son père, Jean-Hubert Debrousse meurt dans son château des Moyeux le 4 novembre 1899. Le défunt ayant également un domicile parisien au no 66 de l'avenue Victor-Hugo, les obsèques sont célébrées le 11 novembre à Saint-Honoré-d'Eylau. L'inhumation a lieu quelques jours plus tard dans le caveau familial de La Teste-de-Buch, déplacé plus tard à Arcachon.
Dans son testament, daté du 2 juillet 1899, Debrousse, qui n'a pas eu d'enfant, institue l'Assistance publique en tant que légataire universelle de ses biens. Il lui lègue ainsi environ treize millions de francs, suivant en cela le modèle de sa demi-sœur, la baronne Alquier, qui a légué plus de cinq millions de francs à la même institution afin de fonder un hospice pour les vieillards indigents. Déshérité par la baronne, Debrousse avait tout d'abord contesté cette donation avant d'en reconnaître finalement l'utilité.
Construit à l'emplacement de l'ancien château de Bagnolet et inauguré le 7 juillet 1892, l'hospice Debrousse (aujourd'hui remplacé par l'EHPAD Alquier-Debrousse) est agrandi grâce au legs de Jean-Hubert Debrousse. Ses nouveaux bâtiments sont inaugurés le 30 octobre 1908, en présence de Mme Debrousse, belle-mère de la baronne Alquier et mère de Jean. Celle-ci, déjà fondatrice de l'hospice Debrousse de Lyon, fera également don d'une partie de sa fortune au profit de l'agrandissement de l'établissement de la rue de Bagnolet, de l'achèvement du nouvel hôpital Trousseau et de la fondation d'un hôpital à La Teste-de-Buch.
Jean Debrousse a également légué un million de francs à l'Institut de France, qui s'en sert notamment pour subventionner l'Alliance française et pour financer les travaux de Pierre et Marie Curie ainsi que plusieurs publications, dont celle du Journal des savants,.
Outre ces legs philanthropiques, Debrousse a également rédigé un testament en faveur de sa mère et un autre au profit de l'ancienne chanteuse d'opéra Pauline Gueymard, qui conserve ainsi l'usufruit d'un immeuble ayant appartenu au millionnaire.